# Кёгель, Иоганнес Теодор Рудольф
Рудольф Кегель (нем. Johannes Theodor Rudolf Kögel; 18 февраля 1829, Бирнбаум — 2 июля 1896, Берлин) — протестантский богослов, один из крупнейших проповедников Германии.
В Берлине был придворным проповедником и генеральным суперинтендентом; один из вождей евангелической церкви в Пруссии. 
Главные труды Кегеля: «Der erste Brief Petri in Predigten ausgelegt» (3 изд., Брем., 1890); «Das Vaterunser in Predigten ausgelegt» (3 изд., Брем., 1889); «Aus dem Vorhof ins Heiligtum» (проповеди на ветхозаветные тексты, Брем., 1875—1876); «Der Brief Pauli an die Römer in Predigten» (Брем., 2 изд., 1883); «Vaterländische und Kirchliche Gedenktage, Reden und Ansprachen» (Брем., 2 изд., 1892); «Ethisches und Aesthetisches» (Брем., 1888); «Die vier Evangelien in Predigten und Homilien ausgelegt in Verbindung mit Anderen» (Брем., 1889 и сл.).